# Мелибея (из Эфеса)
Мелибея (др.-греч. Μελίβοια) — персонаж древнегреческой мифологии.
Героиня древнегреческой легенды, рассказанной Сервием как комментарий к строкам Вергилия о зарождении любви Дидоны и истолковывающей эпитет Афродиты в Эфесе — Автомата (то есть «сама собой происходящяя», «сама собой движущаяся»).
Девушка Мелибея любила юношу Алексида и обещала выйти за него замуж, но родители хотели выдать её замуж за другого. Узнав об этом, Алексид покинул родину. В день свадьбы Мелибея решила покончить с собой и спрыгнула с крыши, но не пострадала. Тогда она побежала к морю, где увидела пустую лодку и забралась в неё, и лодка сама отплыла от берега и приплыла к её возлюбленному, когда тот пировал с друзьями. В благодарность она воздвигла храм Афродиты Автоматы (которую также называют Эпидетией).
В честь Мелибеи возможно назван астероид (137) Мелибея, открытый в 1872 году.